# Cristian Tamayo
Cristian Leandro Tamayo Saavedra, es un deportista colombiano de la especialidad de Ciclismo que fue campeón suramericano en Medellín 2010.

## Trayectoria
La trayectoria deportiva de Cristian Leandro Tamayo Saavedra se identifica por su participación en los siguientes eventos nacionales e internacionales:

### Juegos Suramericanos
Fue reconocido su triunfo de ser el décimo octavo deportista con el mayor número de medallas de la selección de  Colombia en los juegos de Medellín 2010.

#### Juegos Suramericanos de Medellín 2010
Su desempeño en la novena edición de los juegos, se identificó por ser el sexagésimo quinto deportista con el mayor número de medallas entre todos los participantes del evento, con un total de 3 medallas:

- , Medalla de oro: Ciclismo Pista Velocidad Hombres
- , Medalla de oro: Ciclismo Pista Velocidad Equipo Hombres
- , Medalla de plata: Ciclismo Pista Keirin Hombres